# Воеводские
 Воево́дские (пол. Wojewódzki, Воевоцкие, Воевудзкие) — польский дворянский род герба Абданк, в конце XVI века разделившийся на несколько ветвей и расселившийся в Минской, Смоленской, Виленской и Гродненской землях.
В Гербовник внесены две фамилии Воеводских:
1. Ян Воеводский — судья смоленский в конце XVI века, жалован деревнями (1621) польским королём Сигизмундом III. Внук его, Назар Семёнович, после возвращения Смоленска в Россию принял православную веру и пожалован поместьями в Бельском уезде, Смоленской губернии (Герб. Часть VII. № 50).
2. Его сын, Илья Назарьевич, пожалован деревнями (1661) и произведен в стольники в 1683 году. Потомство его, разделившееся на несколько отраслей, записано в VI части родословной книги губерний Смоленской, Новгородской и С.-Петербургской (Герб. Часть VI. № 93)[2].

Другие четыре ветви Воеводских внесены в родословные книги губерний Ковенской, Гродненской, Витебской и Подольской. Есть ещё два рода Воеводских новейшего происхождения. Они внесены во II часть родословной книги губерний Гродненской и Смоленской.

## История рода
Бартоломей Воеводский (Бартоломео де Воеводский), нотариус, упоминается в записи в книгах Дрогичинского земельного суда от 27 мая 1553 года («Акты, издаваемые Вильнюсской археографической комиссией», т. 33, л. 32).
«Станислав Воеводский, дворянин» появляется в январе 1569 года в поместной книге Хелма как свидетель по судебному делу о вторжении в дом правителя в Бялополе. («Акты, издаваемые…», т. 19, стр. 142).
Осенью 1654 года гарнизон города Смоленска под командованием Филиппа Казимира Обуховича храбро оборонялся от русского отряда, в несколько раз превосходящего его, нанося противнику большие потери. Среди защитников города упоминаются смоленский окружной судья Ян Воеводский и смоленский каноник, бельский приходской священник Якуб Станислав Воеводский.
Одна из ветвей Воеводских в 1668 году перешла в православие и приняла российское подданство. (См. Бобринский, ч. 2, стр. 83).
В фундаментальном генеалогическом труде «Общий гербовник дворянских родов Всероссийской империи» (т. 7, стр. 50) читаем: «Фамилии Воеводских, Ян Воеводский в 1621 году от Короля Польского Сигизмунда III, был жалован деревнями. Потомки сего рода Воеводские, по присоединении города Смоленска под Российскую державу, находились в различных чинах и по указу Великих Государей, в 1665 и других годах верстаны поместным окладом».
Ян Воеводский был окружным судьей в Смоленске около 1667 года («Акты, издаваемые…», т. 34, стр. 436).
Павел Ян Воеводский был известным в свое время философом и богословом, который в 1669 и 1682 годах опубликовал в Кракове несколько научных книг.
Ежи Казимеж Воеводский, черниговский виночерпий, был королевским уполномоченным по установлению границ с Турцией и Москвой.
«Гербовник дворянских родов Царства Польского» (часть II, стр. 119—120, Варшава 1853 г.) гласит: «Воеводский Казимеж в 1719 г. занимал должность земельного бургграфа Познани»”.
В 1731 году Петр Воеводский был выдвинут на должность смоленского стольника. Тот же Петр в 1750 году уступил поместья Воеводки-Панки и Нагорне, расположенные в Дрогицкой земле, своему сыну Павлу.
В «Генеалогии рода Воеводских» от 1834 года эта ветвь семьи восходит к Станиславу Воеводскому, который в 1672 году пожалован земельными наделами от Короля Польского Михала Корибута Вишневецкого (Центральный государственный архив Литвы, ф. 391, л. 1, № 1172, л. д. 1-155).
Проживавшая в Виленской земле ветвь Воеводских герба Абданк (Центральный государственный архив Литвы, ф. 391, д. 5, № 748), происходила из Лидского уезда, где ей принадлежало имение Дейнаровщина (села Кохановщина и Плётки) и деревни Каплуны и Глинковщина. Вышеупомянутый Станислав Воеводский считался родоначальником ветви, получившей Дейнаровщину от короля Михала Корибута Вишневецкого за свои военные заслуги. У него было четыре сына (Анджей, Михал, Богуслав, Якуб) и трое внуков (Антоний, Доминик, Бонифаций). Впоследствии Антоний умер бездетным, у Доминика было двое сыновей (Антони, Леон), а у Бонифация было пятеро сыновей (Юлиан, Марцелий, Рышард, Доминик, Тадеуш). В XIX веке герольд записал в дворяне Игнация, Геркулана, Хилария, Владислава, Рафаэля и Агатона Воеводских. Эта семья принадлежала к довольно богатому польскому дворянству, её представители часто занимали видные должности в армии, казначействе и администрации на землях нынешней Белоруссии. Их связывали родственные связи среди прочего с представителями таких семей, как семьи Кунцевичей и Новицких.
В «Описании фамилии урождённых Воеводских, они же Воеводские герба Абданк» от 1835 года говорится, что: "на протяжении столетий этот род, обладающий дворянским достоинством, пользовался всеми правами и привилегиями, подобающими этому положению, владел придворными поместьями и занимал различные должности. Предок этого рода, Войцех Павлович Воеводский, дворянин, последовательно владел усадебными имениями Окмяны, расположенными в Вилкомежском уезде, и обменивал их на аналогичные имения Ягмины и Пядзи, расположенные в Каунасском уезде (около 1632 г.). "(…) Поместья Ягмины и Пядзи по закону естественного наследования перешли во владение его сыновей Станислава, Ежи и Александра Воеводских. (Центральный государственный архив Литвы, ф. 391, л. 1, № 1051, л.д. 109—112).
В 1841 году Донат Базилий Воеводский, живший в имении Энгельгардта Гирвишки Даугавпилсского уезда, попросил виленского герольда подтвердить свое дворянство. (Центральный государственный архив Литвы, ф. 391, л. 1, № 1627, л. 101).
В «Дворянской книге 2-го класса Ошмянского уезда» 1844 года упоминаются, в частности, Марцелий Бонифациевич Воеводский, секретарь Губернского суда, его жена Малгожата, урождённая Кунцевич, и сыновья Геркулиан, Иларий, Владислав, Тертулиан, Антоний, а также дочери Гортензия, Мальвина, Амелия, Констанция. Им принадлежало имение Карловщина. (Центральный государственный архив Литвы, ф. 391, л. 7, № 427, л. 5).
В делах Гродненского губернского управления от 2 августа 1866 г. упоминается имя Воеводского, коллежского асессора и казначея этого управления. (Национальный исторический архив Беларуси в г. Гродно, ф. 2, л. 38, № 650, л.д. 124—127).
Когда в 1875 году Виленский герольд во второй раз подряд проверял подлинность дворянского рода Воеводских, по приказу из Петербурга семья предъявила целых 43 документа, подтверждающих его подлинность. Самым старым было «Письмо-обязательство» 1672 года « Михаил, милостью Божией, Король Польский и т. д.» пожалованное Елене Новицкой, вдове Станислава Воеводского, и её сыновьям Анджею, Якубу, Богуславу и Михалу Воеводским, в котором монарх, среди прочего, заявил: «мы берем упомянутую Воеводскую и её сыновей под Свою защиту, и этим обязательственным письмом мы гарантируем их безопасность и благополучие…».
11 февраля 1860 года Игнаций Якуб Воеводский был занесен в первую часть дворянских книг Подольской губернии вместе со своими сыновьями.
Один из Воеводских сделал блестящую карьеру. В конце XIX века Николай Воеводский (женатый на баронессе Штайнхайль) был тайным придворным советником, егермейстером Его Императорского Величества и начальником личной Канцелярии Императора Российского. (Н. Шапошников, «Геральдика», т. 1, СПб. 1900, стр. 194).
Филипп Воеводский при царе Иване Васильевиче был городовым приказчиком в Нижнем Новгороде. Поляк Корнилий Воеводский сослан в Тобольск (1629), отказался вернуться в Польшу и был повёрстан в дети боярские. Юрий Воеводский служил по Тобольску в детях боярских (1640). Пётр Воеводский стольник (1685). Кузьма Петрович воевода в Дорогобуже (1686).
Илья Назарьевич владел населённым имением (1699).

## Описание гербов

#### Герб. Часть VI. № 93.
Герб потомства Ильи Назарьевича Воеводского: в щите, разделенном на четыре части, в верхних двух в голубом и красном полях, означены два золотые соединённые стропила, наподобие буквы W. В нижних двух частях в серебряном и зелёном полях находится городовая стена, переменяющая вид свой на серебре и красный цвет, а на зелёном в серебро; над оною стеною крестообразно положены дне шпаги, острыми концами вниз.
Щит увенчан дворянским шлемом с дворянскою на нем короною и пятью павлиньими перьями, на коих видны означенные в щите стропила. Намёт на щите голубой и красный, подложенный золотом. Щитодержатели: два льва.

#### Герб. Часть VII. № 50.
Герб потомства Яна Воеводского: в щите, имеющем красное поле, изображены два серебряных стропила, соединённые вместе наподобие буквы W. Щит увенчан дворянским шлемом и короной, на поверхности которой находятся два стропила. намёт на щите красный, подложенный серебром.

## Известные представители
- Воеводский, Аркадий Васильевич (1813—1879) — морской офицер, директор Кораблестроительного департамента, командир Санкт-Петербургского порта, адмирал. Отец С. А. Воеводского.
- Воеводский, Владимир Александрович (1966—2017) — российский и американский математик, преподаватель. Лауреат медали Филдса (2002).
- Воеводский, Владислав Владиславович (1917—1967) — советский физико-химик, академик АН СССР.
- Воеводский, Леопольд Францевич (1846—1901?) — российский историк, филолог, профессор Новороссийского университета.
- Воеводский, Михаил Вацлавович (1903—1948) — советский археолог.
- Воеводский, Николай:[править]  -  Воеводский, Николай Аркадьевич (1859—1937) — российский государственный деятель и правовед; егермейстер Императорского двора, статс-секретарь Его Императорского Величества, сын А. В. Воеводского.
  -  Воеводский, Николай Степанович (1888—1975) — русский летчик, герой Первой мировой войны, авиаконструктор. Сын С. А. Воеводского.
- Воеводский, Степан:[править]  -  Воеводский, Степан Аркадьевич (1859—1937) — русский адмирал.
  -  Воеводский, Степан Васильевич (1805—1884) — российский адмирал.